# Assmannshausen
Assmannshausen est depuis l'incorpération en 1977 un quartier de Rüdesheim am Rhein dans l'Arrondissement de Rheingau-Taunus au Sud-ouest de Hesse et la commune du vin rouge la plus connue en Allemagne. Assmannshausen a plus de 1 000 habitants et est situé dans la Vallée du Haut-Rhin moyen faisant ainsi par du Patrimoine mondial de l'UNESCO.

## Géographie

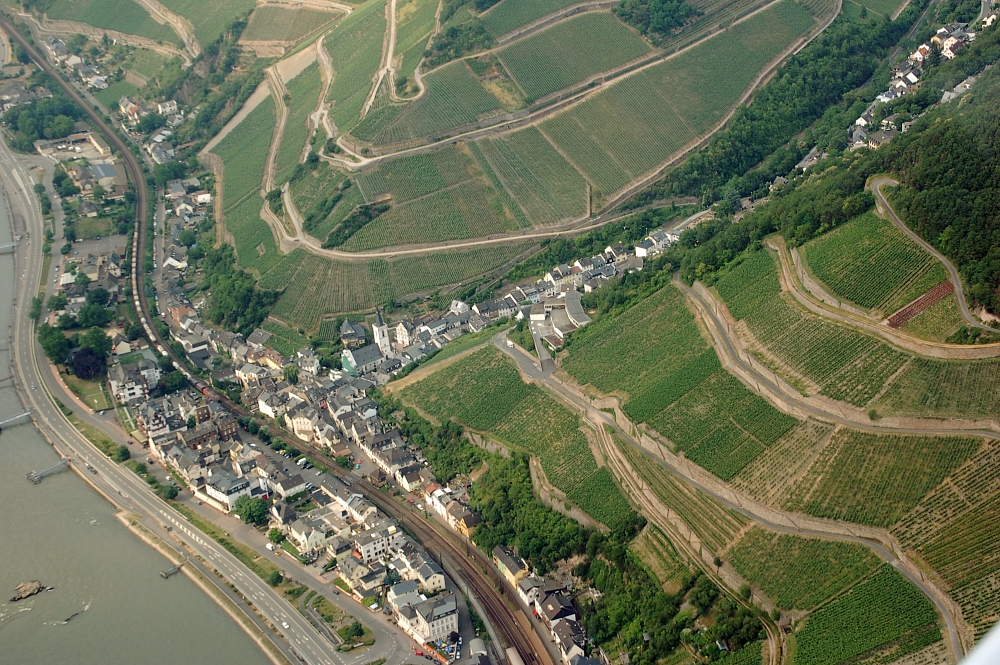
Vue de l'altitude 1000 m

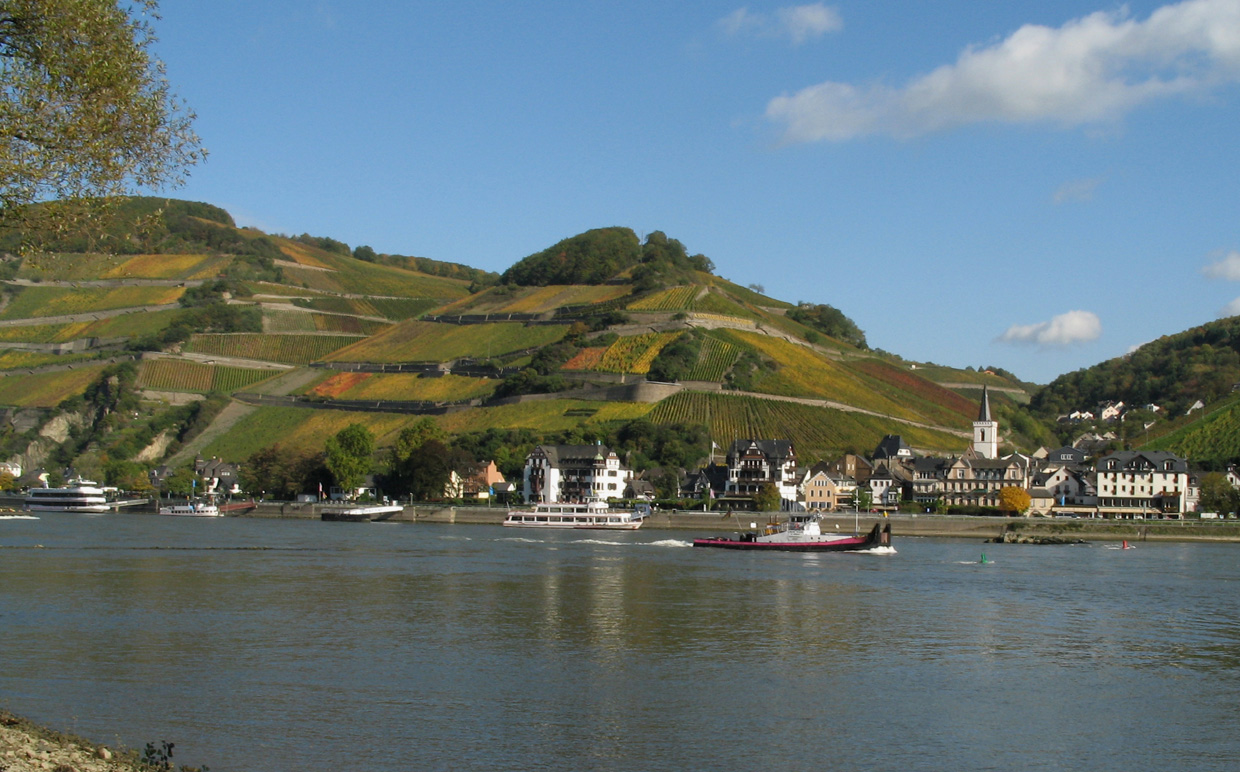
Assmannshausen en automne 2006

Vue sur le Rhin et le Höllenberg (littéralement : mont d'enfer) dans la Höllenbachtal (littéralement : vallée d'enfer).

Assmannshausen se trouve sur la rive est juste après le Binger Loch au kilomètre 532,5. Un petit ruisseau, l'Aulhausener Bach (nommé aussi Eichbach ou Höllenbach), coule à travers le village. Il faut traverser la Bundestraße 42 qui longe le Rhin pour arriver aux stations des bateaux touristiques. Assmannshausen a une gare pour la ligne qui longe la rive droite, la ligne de la droite du Rhin (de) et est le départ pour le sentier Rheinsteig. Un bac fait la liaison avec la rive gauche où se trouve le Château de Rheinstein. Un télésiège monte vers le Jagdschloss Niederwald dans le Niederwald.
1 km en amont vers l'est se trouve le quartier Aulhausen et 4 km plus loin on arrive à Rüdesheim. Lorch est situé 8 km en aval.
Le point le plus élevé d'Assmannshausen est le Bacharacher Kopf (en allemand : Tête de Bacharach) avec une altitude de 342 m. Le contrepoint se trouve dans le Rhin, Clemensgrund, avec 75,8 m .

## Histoire
Assmannshausen est probablement une fondation franconienne. La première mention dans un document date du 1108 lors d'une donation d'un vignoble par l'archevêque Ruthard de Mayence à l'Abbaye de Disibodenberg.
En 1489, l'archevêque Berthold von Henneberg initiait la recherche des sources Brome–Lithium qui se trouvaient d'abord dans le lit du Rhin et faisait de la commune une station thermale, Assmannshausen-les-Bains. À la suite d'une correction de la rivière on a retrouvé la source qui bouillonne aujourd'hui comme Ass-Quelle. L'eau était emboteillée jusqu'à 1983 et exportée dans le monde entier.
Au Moyen Âge, une autre source de revenus de la commune était des mines de manganèse, d'ardoise et de quartzite qui étaient abandonnées à la fin du XIXe siècle.
Pendant l'époque du romantisme rhénan (de) ((en allemand : Rheinromantik)), beaucoup de compositeurs, peintre de litérati, artistes, poètes y passaient, comme Clemens Brentano, Ferdinand Freiligrath, Hoffmann von Fallersleben et Robert Schumann; Guillaume Ier, Guillaume II, Otto von Bismarck et Élisabeth en Bavière („Sissi”) séjournaient à Assmannshausen.
Au 1er octobre 1970 la commune de Aulhausen était incorporée. Le blason d'Aulhausen montre une cruche avec la Roue de Mayence. Au 16 décembre 1970 l'écriture de Aßmannshausen était corrigée en Assmannshausen.
Au 1er janvier 1977 la commune devenait quartier de Rüdesheim am Rhein.

## Viticulture

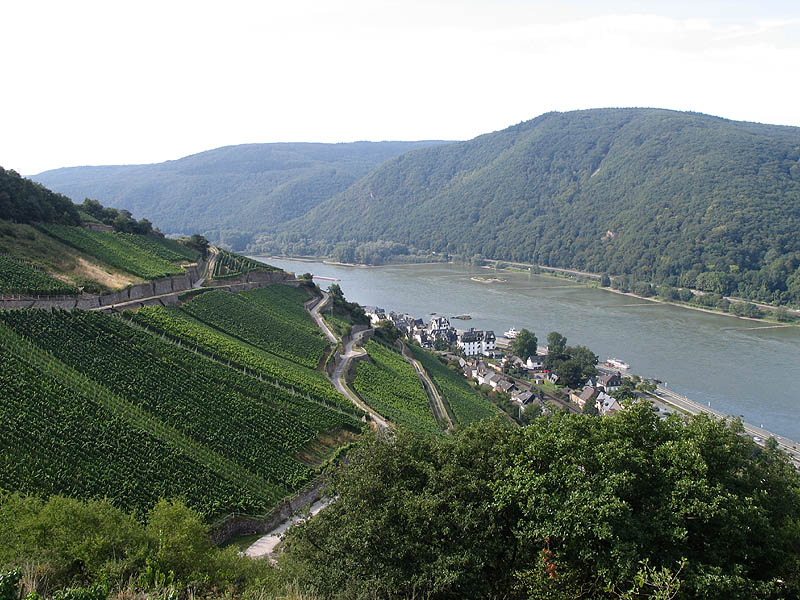
Vignoble Höllenberg

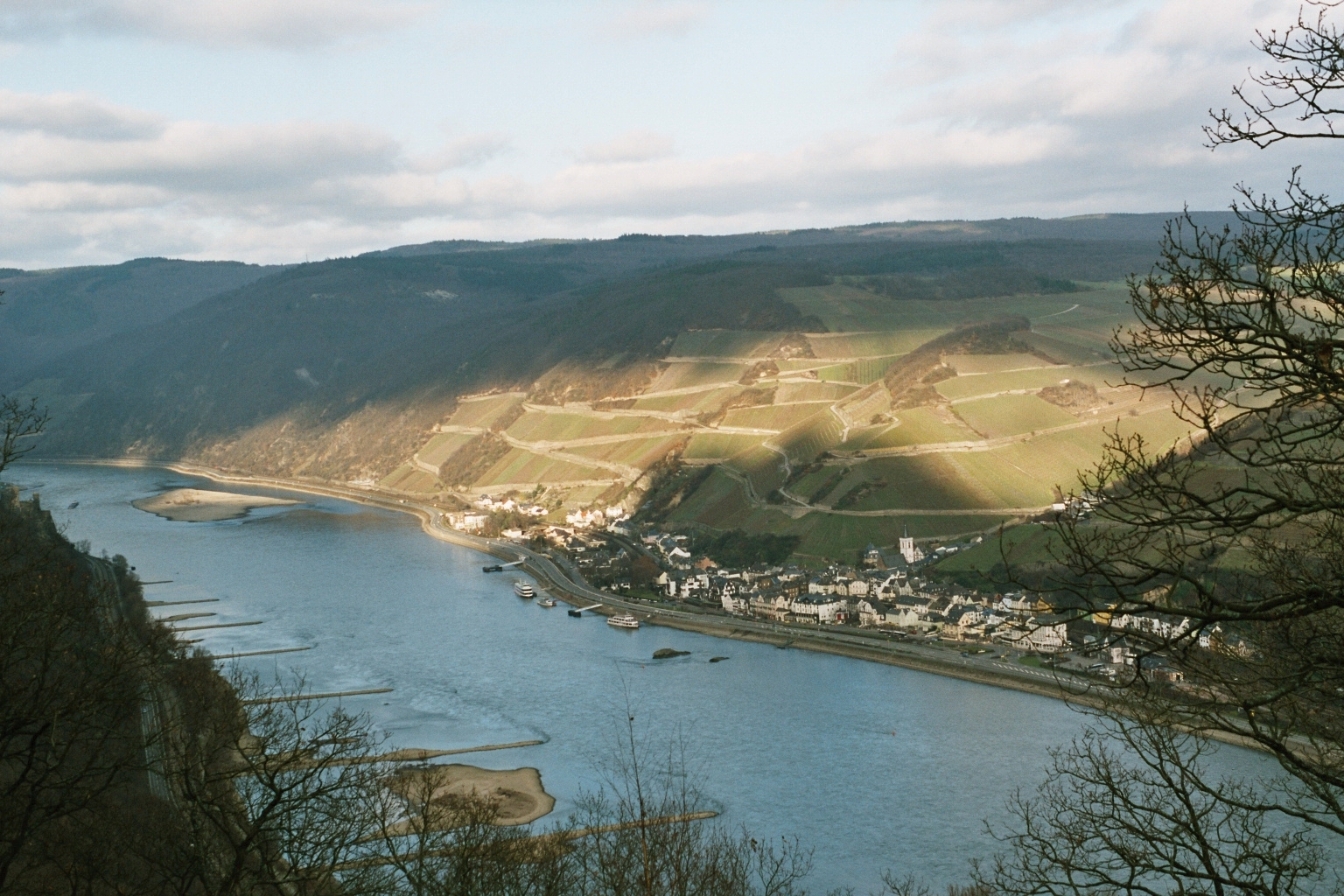
Aßmannshausen vue du Damianskopf

Le cépage dans la commune d'Assmannshausen est dominé par le Pinot noir (90 %) qu'on appelle aussi Klebrot. Ainsi la commune forme une île du vin rouge dans une région du Riesling. D'autres régions du vin rouge sur le Rhin ne se trouvent qu'à Ingelheim am Rhein et sur l'Ahr.

## Curiosités
- Pfarrkirche Heilig Kreuz
- L'ancienne station thermale est devenue une maison de retraite (en 1950).
- En 2009 les restes du mur fortifié construit en 1491 par le Prince-électeur Berthold von Henneberg étaient détruits et il n'en reste que la Grande Porte (en allemand das Große Tor).
- En 1808 l'ancienne station d'halage (de 1541) était transformée en hôtel (Gasthaus Krone).
- D'autres hôtels et restaurants dans des maisons à colombages du XVe siècle et XVIe siècle se trouvent au centre.

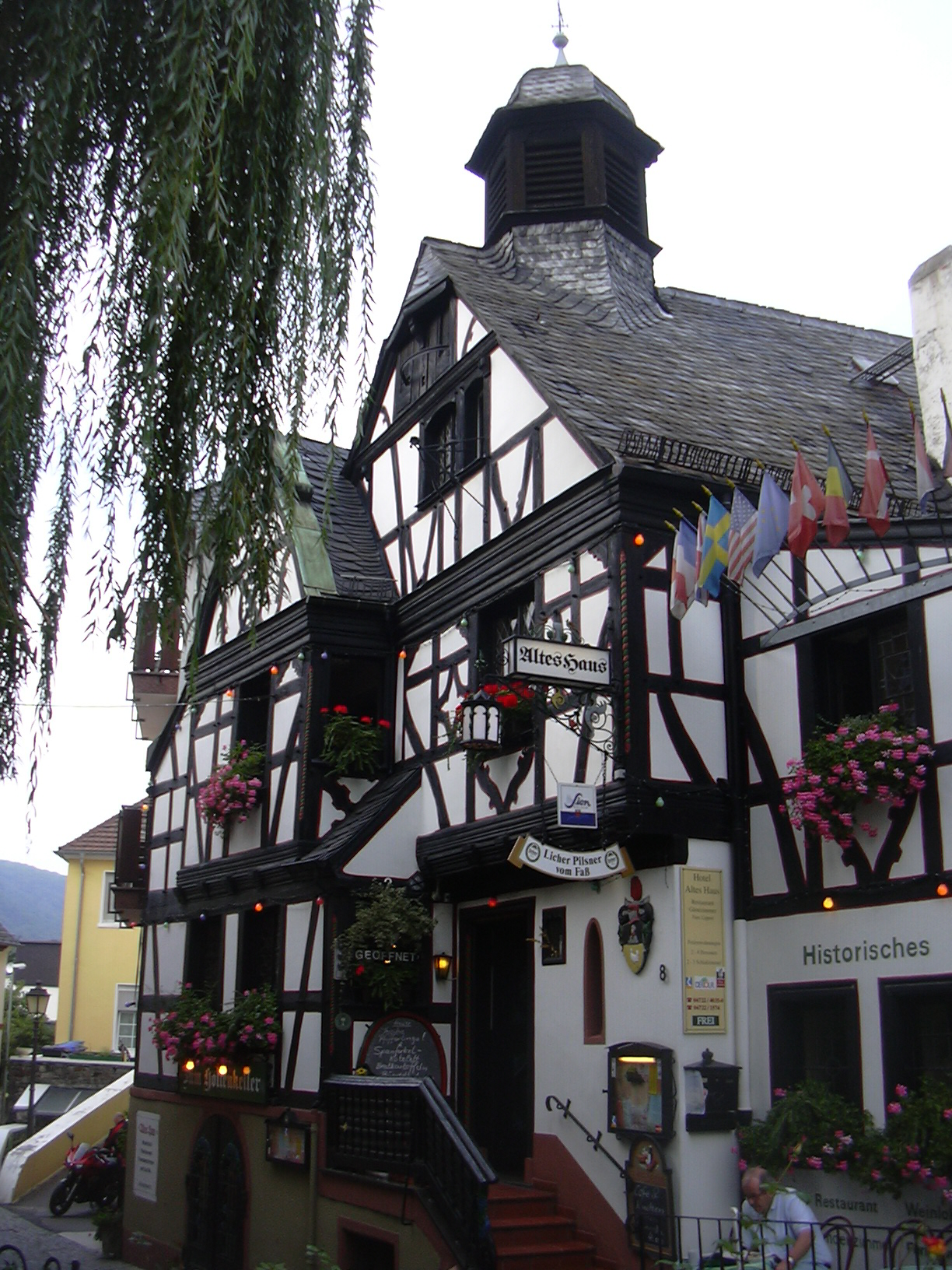
Maison à colombages à Assmannshausen (restaurant, Lorcher Straße, 1578)
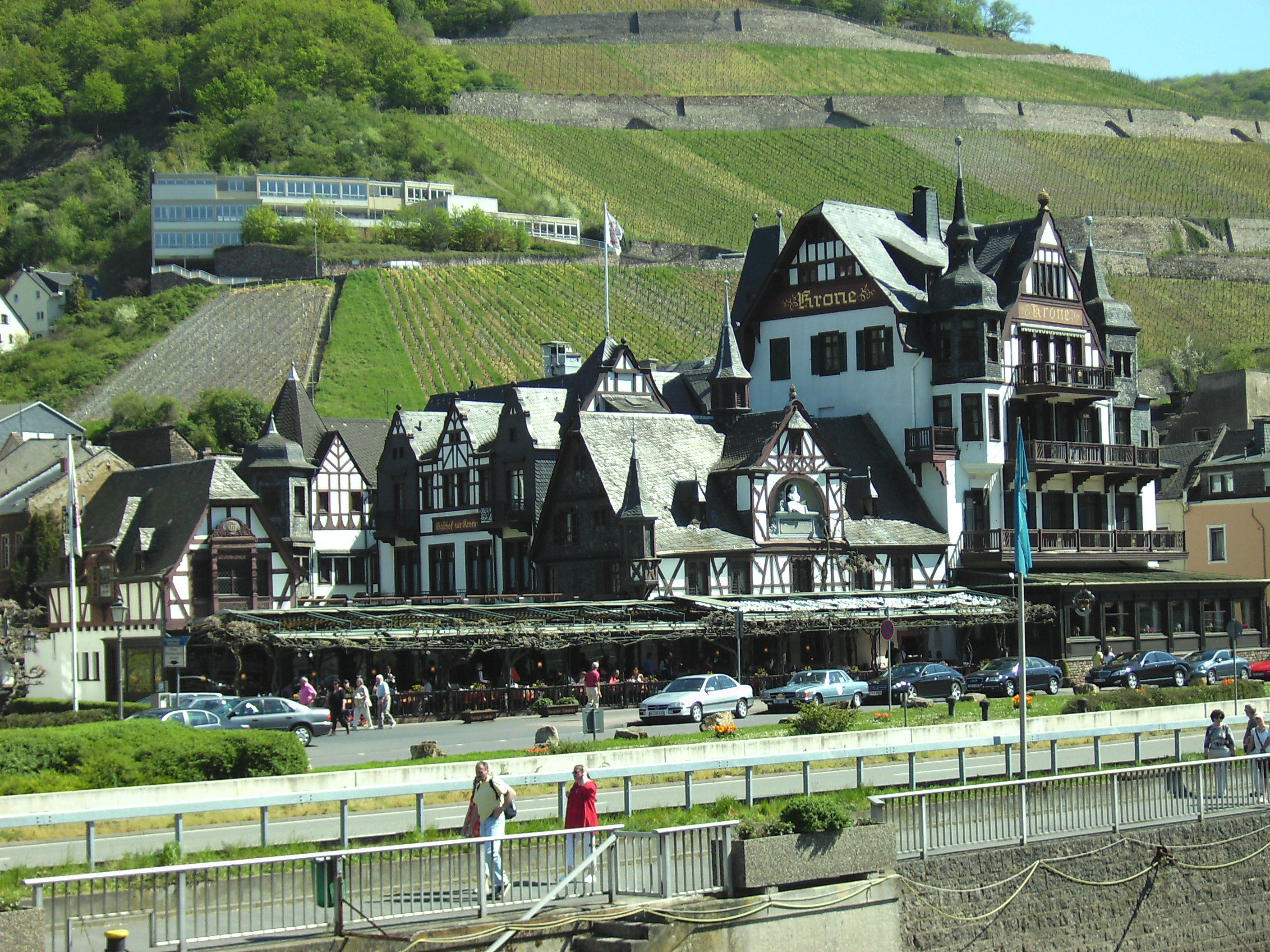
Hôtel-restaurant Krone
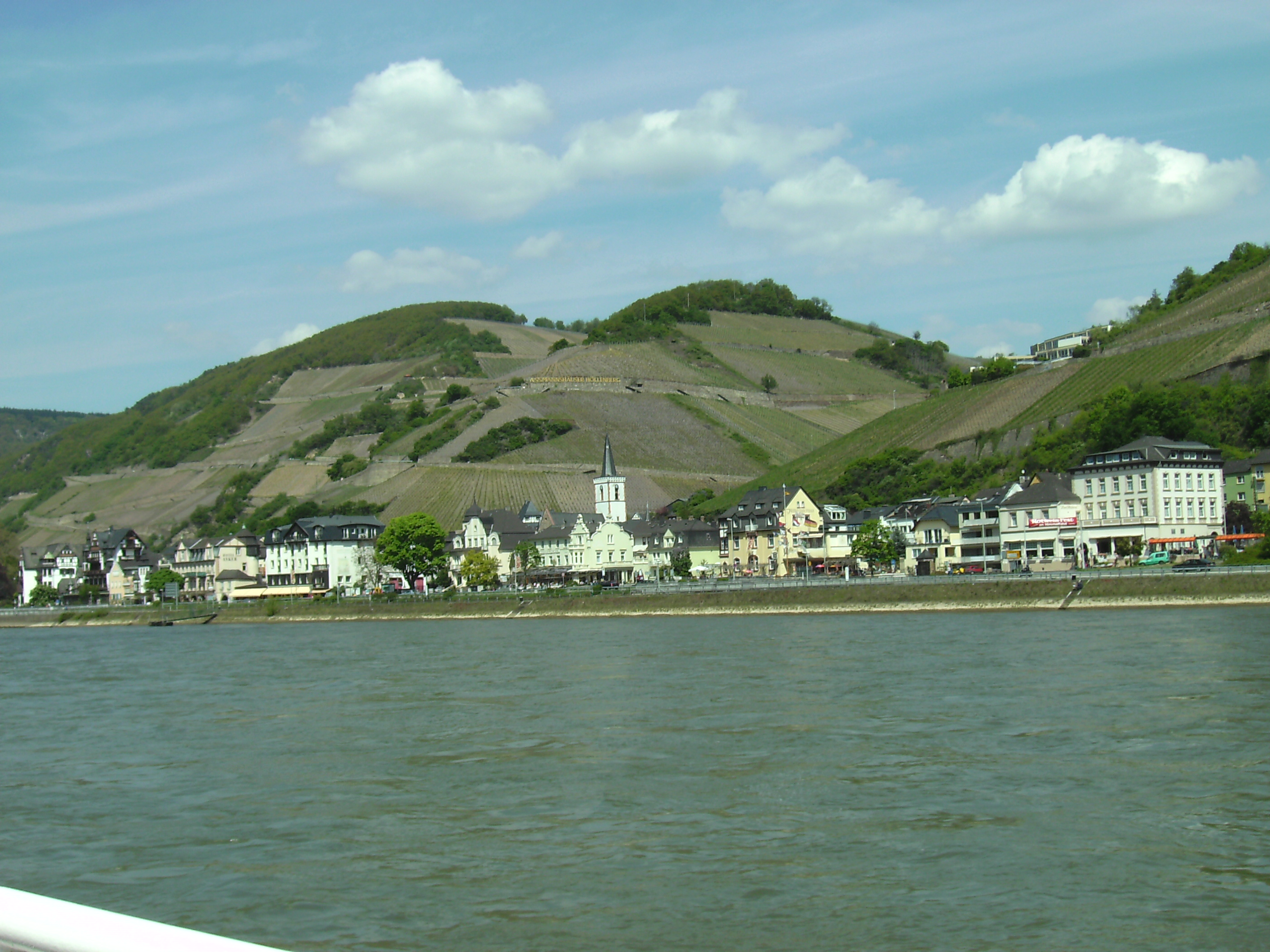
Assmannshausen au printemps (vue d'un bateau)
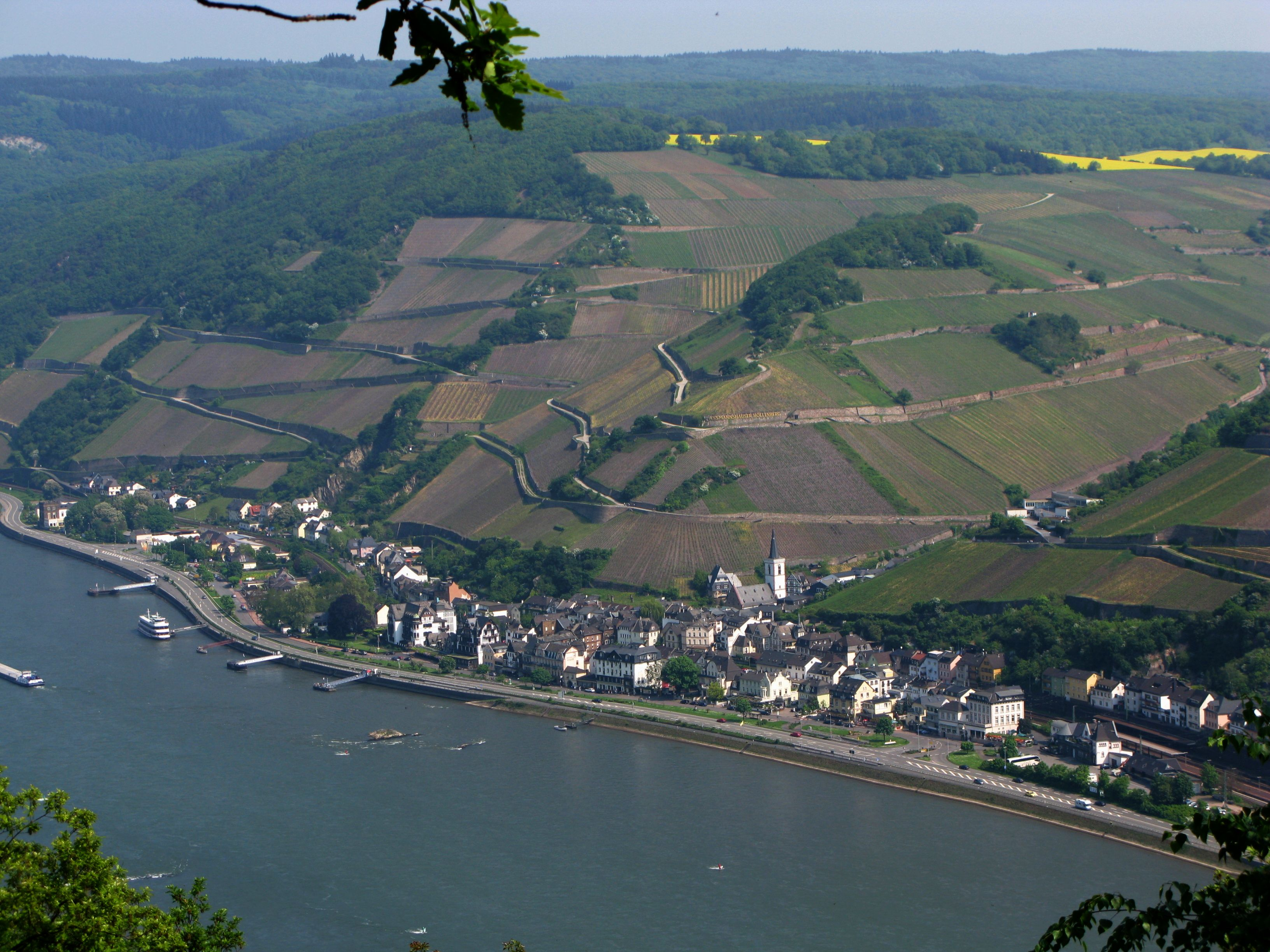
Assmannshausen (vue de Rhénanie-Palatinat)
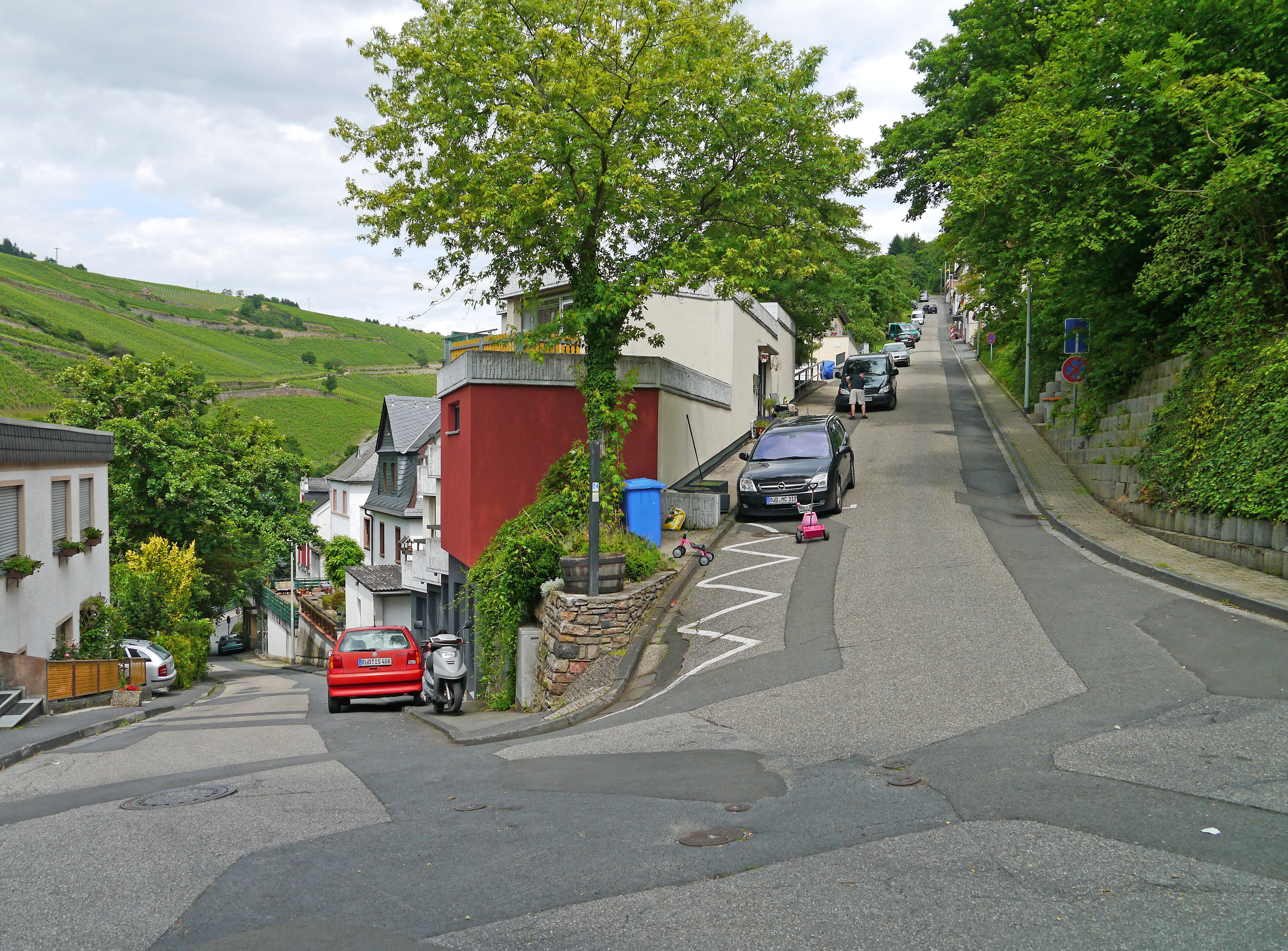
Rues sur la pente de „Höllenbachtal“

## Événements
- Tal Total, au dernier dimanche du juin: la Bundesstraße 42 (entre Rüdesheim am Rhein et Lahnstein) et la Bundesstraße 9 (entre Bingen am Rhein et Coblence) sont barrées pour toutes les voitures.
- Rhein im Feuerzauber, au premier samedi du juillet

### Jumelages
Le village d'Assmannshausen est jumelé avec  Juliénas (France).